# Лендр-Бас
Лендр-Бас (фр. Lindre-Basse) — коммуна во французском департаменте Мозель региона Лотарингия. Относится к кантону Дьёз.

## Географическое положение
Лендр-Бас расположен в 55 км к юго-востоку от Меца и к юго-востоку от Дьёза. Соседние коммуны: Лендр-От и Вергавиль на севере, Зомманж на северо-востоке, Таркемполь на юге, Гебланж-ле-Дьёз на юго-западе, Дьёз, Валь-де-Брид и Гебестроф на северо-западе.

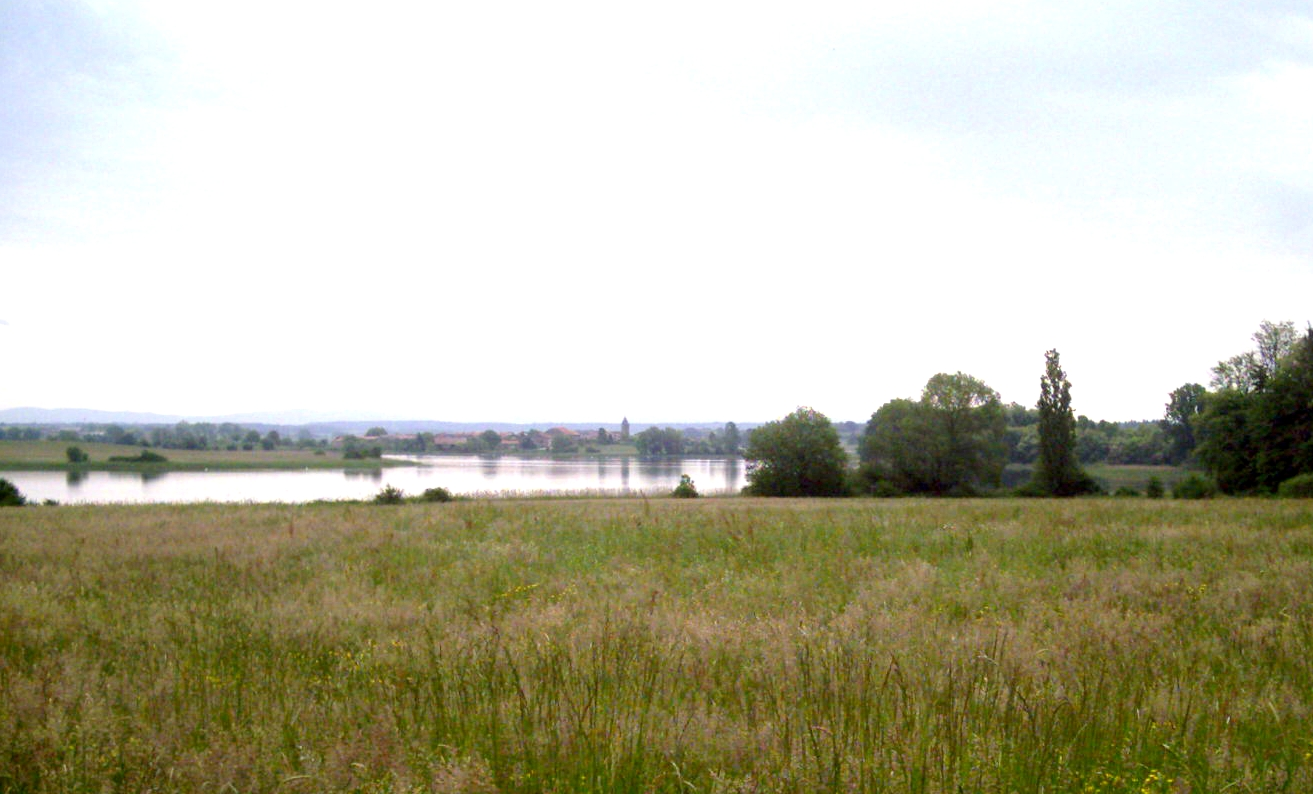
Вид на озеро Лендр и деревню Таркемполь со стороны коммуны.

Коммуна расположена в естественном регионе Сольнуа и стоит на берегу цепи озёр Лендр («страна озёр»), которые питают реку Сей. Окрестности озера известны многообразием мигрирующих птиц и являются орнитологической достопримечательностью.

## История
- Первоначальное название Linter имеет германские корни и означает «рыбацкая лодка».
- Деревня образовалась на месте получения соли, добыча которой прекратилась здесь в конце XV века.
- Оба Лендра Лендр-Бас (Нижний Лендр) и Лендр-От (Верхний Лендр) являются фактически одной деревней.
- Коммуна бывшего герцогства Лотарингия.

## Демография
По переписи 2008 года в коммуне проживало 214 человек.	

## Достопримечательности
- Следы галло-романской культуры.
- Церковь Сен-Реми в нео-романском стиле, построена в 1893 году.